# Thiotricha wollastoni
Thiotricha wollastoni is een vlinder uit de familie tastermotten (Gelechiidae). De wetenschappelijke naam is voor het eerst geldig gepubliceerd in 1884 door Walsingham.
De soort komt voor in Europa.